# Fagus japonica
Fagus japonica (en japonés: イヌブナ inu buna, "haya perro") es una especie de árbol caducifolio perteneciente a la familia Fagaceae. Es originario de Japón, donde es uno de los principales árboles caducifolios que se encuentra en los bosques naturales, particularmente en el lado del país que baña el Océano Pacífico.

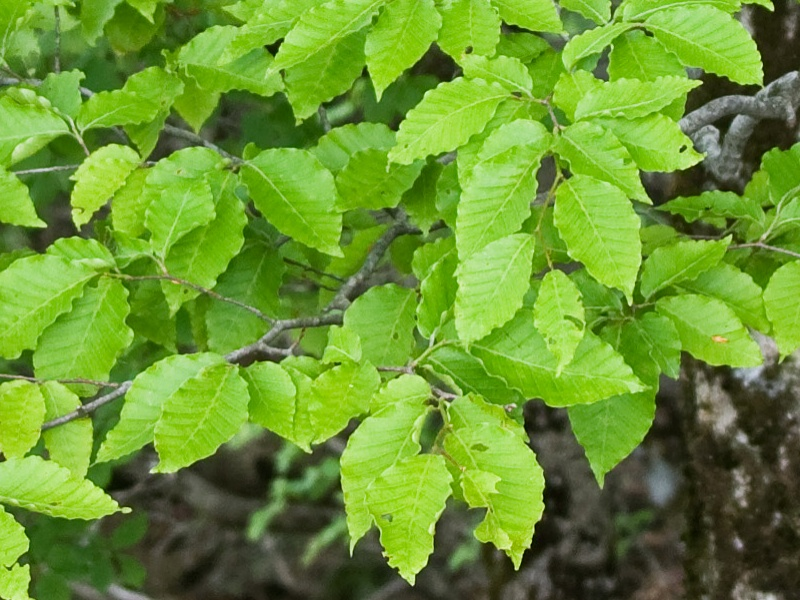
Hojas

## Descripción
Alcanza 25 metros de altura. El hábito de crecimiento es a menudo con varios troncos. La corteza es lisa y de color gris. Los hojas son simples y están dispuestas alternativamente a lo largo de la rama. Son ligeramente pubescentes y ligeramente glaucas por debajo, con 10 a 14 pares de nervios laterales. El fruto en pedúnculos mide 3-4 cm de largo y son glabros.

## Taxonomía
Fagus japonica fue descrita por Carl Maximowicz y publicado en Bulletin de l'Academie Imperiale des Sciences de St-Petersbourg 31: 101. 1887.
Etimología
Fagus: nombre genérico latíno que se remonta a una antigua raíz indoeuropea que encuentra parentesco en el griego antiguo φηγός phēgós "tipo de roble"
japonica: epíteto geográfico que alude a su localización en Japón.